# Țepești, Vâlcea
Țepești este un sat în comuna Tetoiu din județul Vâlcea, Oltenia, România.

## Personalități
- Ilie Lăcătușu (1909 - 1983), preot ortodox român, canonizat că sfânt

 Acest articol despre o localitate din județul Vâlcea este deocamdată un ciot. Puteți ajuta Wikipedia prin completarea lui.